# Koga, Ibaraki
Koga (古河市 Koga-shi) là một thành phố thuộc tỉnh Ibaraki, Nhật Bản.